# Rudolf Holeček
Rudolf Holeček (9. dubna 1914 Cerekvice nad Bystřicí – 5. prosince 1985 Nový Zéland) byl český stíhací pilot Royal Air Force v období druhé světové války.

## Život

### Před druhou světovou válkou
Rudolf Holeček se narodil 9. dubna 1914 v Cerekvici nad Bystřicí na Hořicku. Byl jedním z osmi sourozenců. Otec mu padl v roce 1916 na ruské frontě. Do školy chodil v rodné Cerekvici a poté v Hořicích, kde vystudoval obchodní akademii, na které v roce 1933 odmaturoval. Po absolvování prezenční vojenské služby se rozhodl stát se vojenským pilotem, vystudoval Vojenskou akademii v Hranicích a poté sloužil u Leteckého pluku 5 v Pardubicích. Věnoval se trampingu, byl členem hořické trampské osady Manitoba.

### Druhá světová válka
Po německé okupaci v březnu 1939 opustil Rudolf Holeček ilegálně Protektorát Čechy a Morava a přes Polsko odešel do Francie, kde podepsal vstup do cizinecké legie. Po vypuknutí druhé světové války byl dne 2. října 1939 odveden v Paříži do zde vznikající jednotky československé armády v zahraničí. V roce 1940 byl zařazen k francouzskému letectvu. Po pádu Francie v červnu 1940 se evakuoval do Spojeného království, kde vstoupil do Royal Air Force. Zúčastnil se bitvy o Británii. Od 12. července 1940 sloužil v 310. československé stíhací perutě, od 15. září téhož roku u 312. československé stíhací perutě a od 24. září 1940 do 1. července 1941 opět u 310. perutě. V roce 1944 byl raněn s trvalými následky. Dosáhl hodnosti kapitána.

### Po druhé světové válce
Po návratu do Československa v srpnu 1945 byla Rudolfu Holečkovi v jeho rodné Cerekvici uspořádána na jeho počest slavnost. Po komunistickém převratu odešel v roce 1948 znovu do exilu. Zemřel 5. prosince 1985 na Novém Zélandu. Urna s jeho popelem byla převezena zpět do vlasti a uložena na hřbitově v Cerekvici nad Bystřicí.

## Rodina
Matka a bratr Rudolfa Holečka byli od roku 1942 internováni v internačním táboře Svatobořice.

## Posmrtná ocenění
- Rudolf Holeček byl v roce 1991 in memoriam povýšen do hodnosti plukovníka
- Rudolfu Holečkovi byl před zámkem v Cerekvici nad Bystřicí odhalen pomník[3]